# یواس‌اس ادرین (ای‌پی‌ای-۵۹)
یواس‌اس ادرین (ای‌پی‌ای-۵۹) (به انگلیسی: USS Audrain (APA-59)) یک کشتی بود که طول آن ۴۲۶ فوت (۱۳۰ متر) بود. این کشتی در سال ۱۹۴۴ ساخته شد.